# Amphiprion pacificus

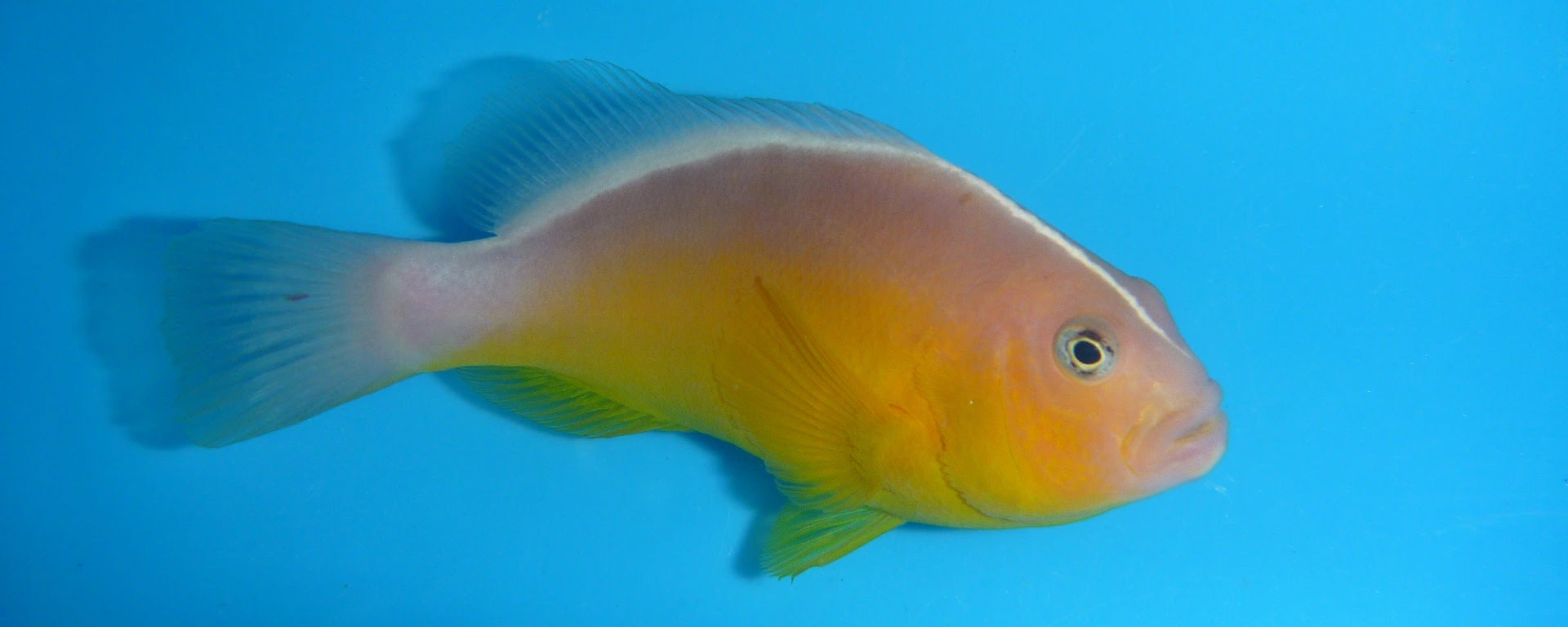
Imagen de Amphiprion pacificus

Amphiprion pacificus, el pez payaso del Pacífico es una especie de pez payaso que se encuentra en el Océano Pacífico occidental. Como todos los peces payaso, forma un mutualismo simbiótico con las anémonas de mar y no se ve afectado por los tentáculos punzantes de la anémona huésped. Es un hermafrodita secuencial con una jerarquía de dominancia basada en el tamaño estricto: la hembra es la más grande, el macho reproductor es el segundo más grande y los machos no reproductores se vuelven progresivamente más pequeños a medida que desciende la jerarquía. Exhiben protandria, lo que significa que el macho reproductor cambiará a hembra si la única hembra reproductora muere, y el no reproductor más grande se convierte en el macho reproductor. La dieta natural de los peces incluye zooplancton.

## Descripción
El cuerpo de A. pacificus es de color marrón rosado marrón oscuro, por lo general de color amarillento o anaranjado en la parte inferior del cuerpo, incluido el abdomen. Es un miembro del complejo de la mofeta con la característica franja blanca a lo largo de la línea de la cresta dorsal, desde la línea media del hocico hasta la base de la aleta caudal. Las aletas son de blanquecinas a semitranslúcidas. Tiene 9 espinas dorsales, 2 espinas anales, 18-20 radios blandos dorsales y 12-13 radios blandos anales. Los cuatro especímenes que fueron la base de la descripción oscilaron entre 3,09 y 4,83 cm (1+1⁄4 a 2 pulgadas).